# Ковальский, Вячеслав Иолевич
Вячеслав Иолевич Ковальский (Кавальский; 20 августа 1877, Острожский уезд, Волынская губерния — 1943, СССР) — российский и советский архитектор, художник. Спроектировал ряд зданий на территории Крыма. Репрессирован в годы «Большого террора». Супруга — Людмила Антонова-Ковальская.

## Биография

С супругой Людмилой Антоновой-Ковальской, 1925 год

Родился 20 августа 1877 года в селе Бесовка Острожского уезда Волынской губернии в семье учителя. Сёстры — Маргарита и Вера, брат — Фёдор. По одним данным Ковальский — поляк, а по другим — русским. Окончив гимназию, Вячеслав поступил на инженерно-строительное отделение Варшавского политехнического института императора Николая II. В 1905 году, в связи со студенческими беспорядками, проходивших на фоне революционных событий, институт был закрыт. На следующий год Ковальский поступил на архитектурное отделение Высшего художественного училища при Академии художеств в Санкт-Петербурге. Занимался живописью. В течение года работал в офортной мастерской, которой руководил профессора Вячеслава Матэ.
За проект железнодорожного вокзала (первая премия) Ковальскому в 1913 году было присвоено звание художника-архитектора и предоставлено право на поездку заграницу. Два года он жил в Италии, где изучал классическую архитектуру и продолжил занятия живописью. Перед поездкой за рубеж женился на художнице Людмиле Антоновой. В 1916 году вернулся в Петроград с намерением провести выставку и продлить заграничную командировку. В итоге Ковальский получил приглашение от академика архитектуры Владимира Щуко наблюдать за архитектурной отделкой здания Киевского земства.
В 1919 году переехал в Крым. О переезде на полуостров архитектор писал: «До этого времени я в Крыму на Южном берегу никогда не был, и он произвёл на меня настолько чарующее впечатление (он мне очень напомнил итальянскую природу), что я решил уже сразу остаться здесь». По другой версии Ковальские находились на отпуске в Ялте, однако после занятия Киева большевиками, решили не возвращаться туда. В годы гражданской войны Ковальские зарабатывали продажей картин, подготовкой плакатов, диаграмм и гравюр для Помгола. В конце 1922 года Ковальский переезжает в Батуми, где досмотрщиком на таможне служит его брат. Сам Ковальский устраивается там проектировщиком гражданских сооружений.
В Ялту он возвращается уже в 1923 году. Как художник-декоратор Ковальский участвует в подготовке фильма «Алим — крымский разбойник» на Ялтинской кинофабрике ВУФКУ. Возглавлял отделение гравюры и архитектуры Ялтинской государственной художественной мастерской. С 1924 по 1925 год работал художником-декоратором в Крымском государственном драматическом театре в Симферополе. В ялтинском отделении Госстроя в 1926 году занимался подготовкой проектов столовой и прачечной в Форосе и зданий Ялтинского порта. После этого занимался проектом грязевого корпуса грязелечебница «Мойнаки». С октября 1929 по июнь 1930 года — преподаватель графики на курсах десятников при Наркомтруде. В апреле 1930 года стал художником-архитектором в Крымгостехбюро.
25 декабря 1930 года за участие в «контрреволюционной вредительской группе» Ковальский был арестован, а 23 июля 1931 года его осудили условно по 58-й статье на три года исправительно-трудовых лагерей с освобождением из-под стражи. После выхода на свободу Ковальский продолжил работать в Крымгостехбюро и занимался проектированием зданий в Симферополе, Севастополе, Ялте, Симеизе и Алуште. В конце 1930-х годов вместе с семьёй проживал в Доме специалистов в Симферополе.
В июле 1938 года, в ходе «Большого террора», Ковальский вместе с рядом других архитекторов был обвинён в шпионаже и вредительской планировке застройки. 11 апреля 1940 года он был приговорён к пяти годам исправительно-трудовых лагерей. Точная дата и место смерти неизвестно. По предположению М. Н. Гаврилюка датой смерти может быть 1943 год. Посмертно реабилитирован в 1956 году.
Работы Ковальского с 1945 года хранятся в Симферопольском художественном музее.

## Архитектурные проекты
Работая в 1930-е годы в Крымгостехбюро, Ковальский стал автором проекта жилого дома для сотрудников МВД на улице Набережной и здания клуба для сотрудников НКВД на улице Менделеева (сейчас здание занимает Крымскотатарский академический музыкально-драматический театр). Вместе с архитектором С. З. Шевченко подготовил проект кинотеатра имени Субхи на улице Крылова. Также Ковальский участвовал в проектировании и наблюдением за архитектурным оформлением водной станции «Динамо» и хирургического корпуса Советской больницы в Севастополе. Среди его проектов — санатории «Курпаты» и «Золотой пляж» в Ялте, «Голубой залив» в Симеизе и жилой дом в Доме отдыха КрымЦИКа в Алуште.
Наиболее крупным и сложным сам Ковальский называл проект Татарского театра в Симферополе на тысячу мест, который так и не был реализован.

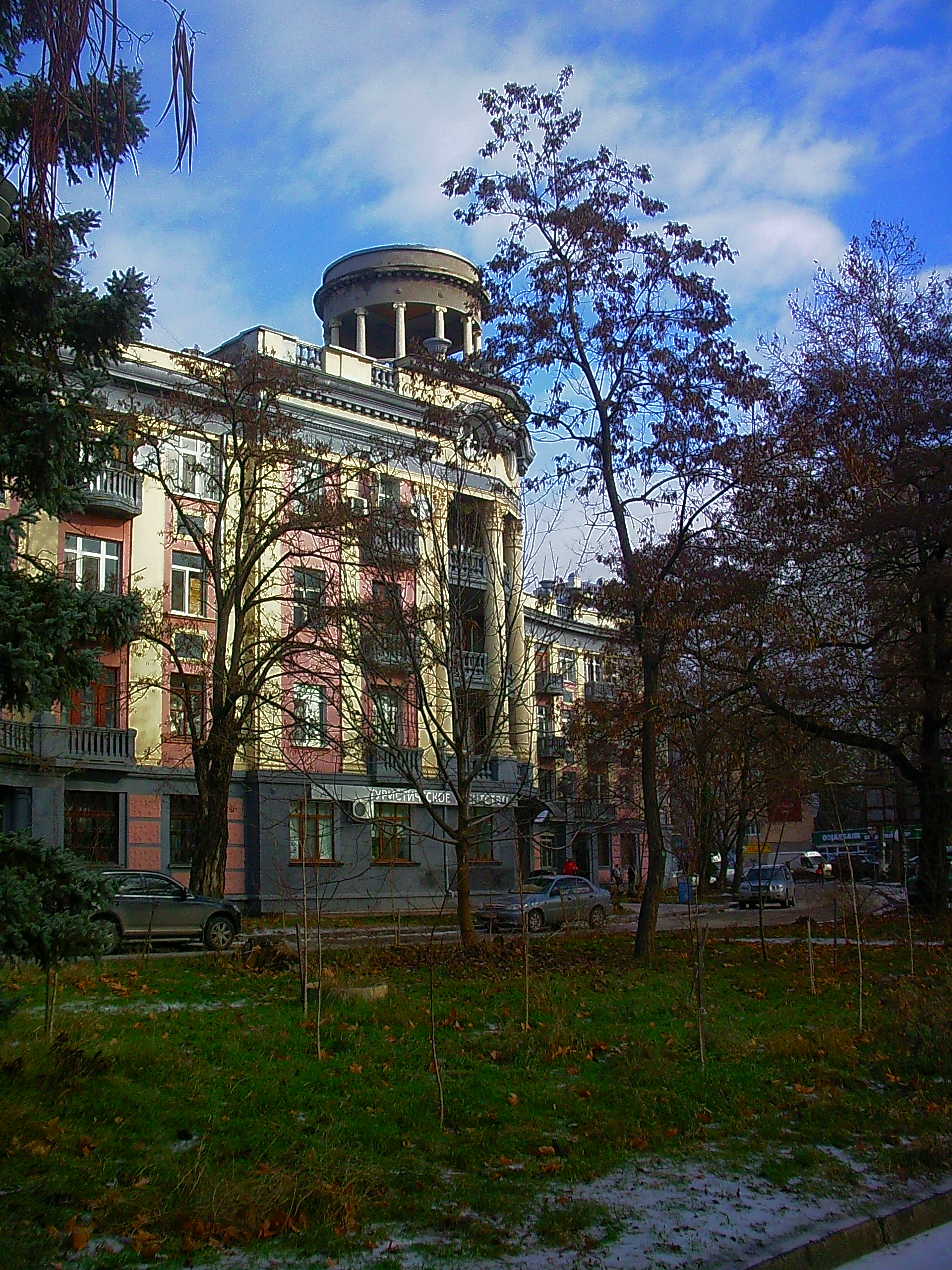
Дом для сотрудников МВД, 2012 год
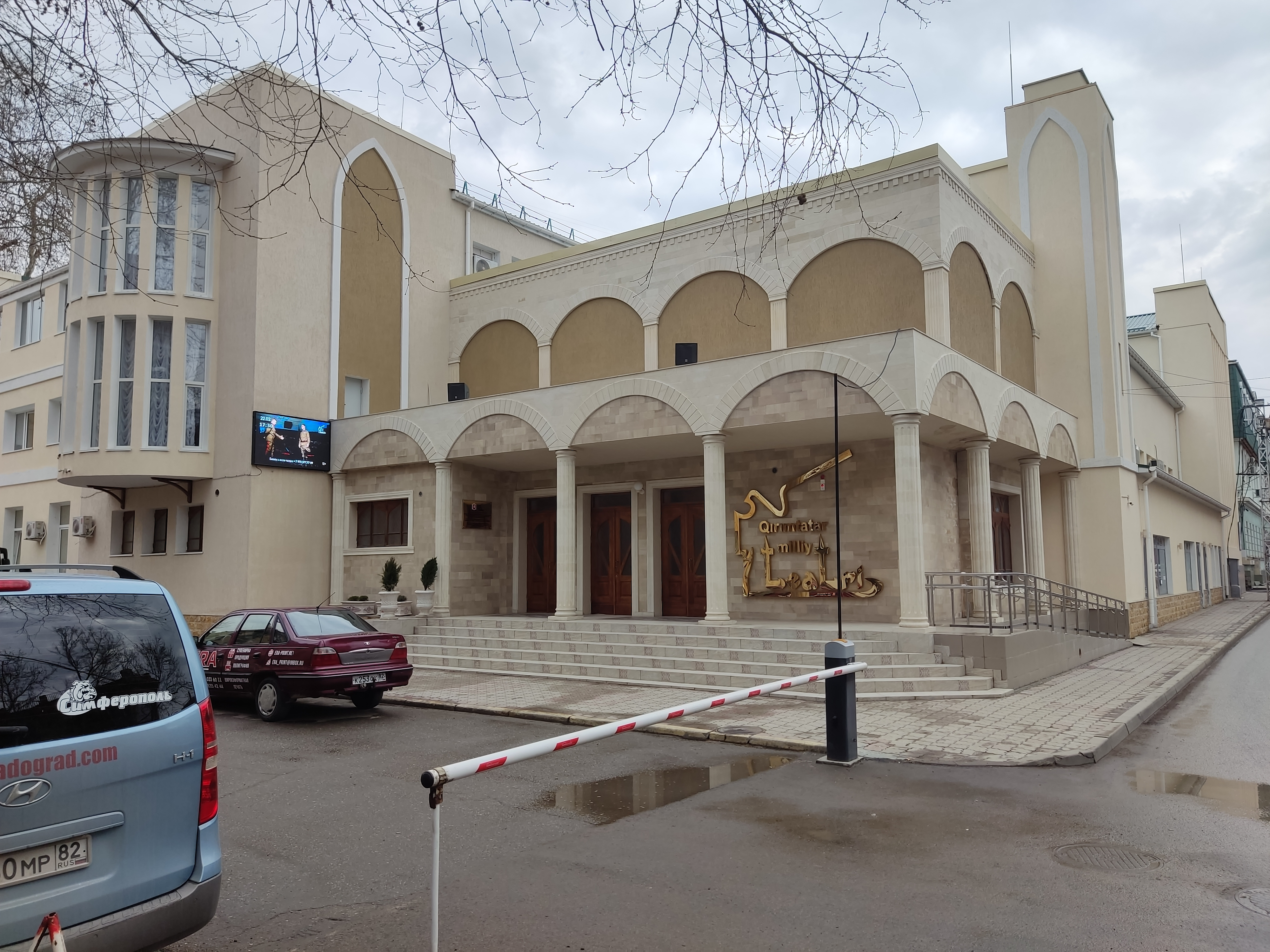
Крымскотатарский академический музыкально-драматический театр, 2022 год
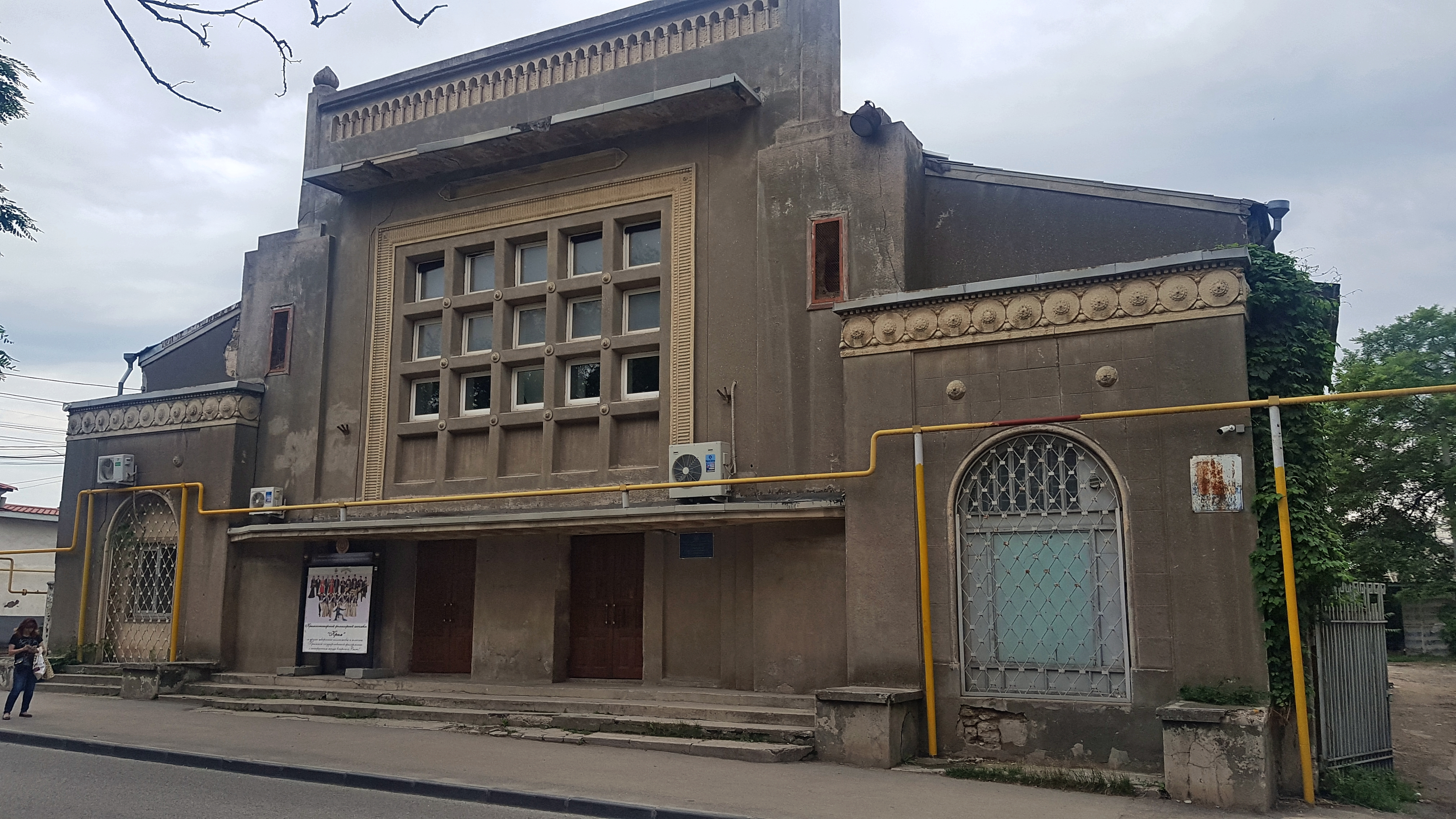
Кинотеатр «Родина», 2020 год
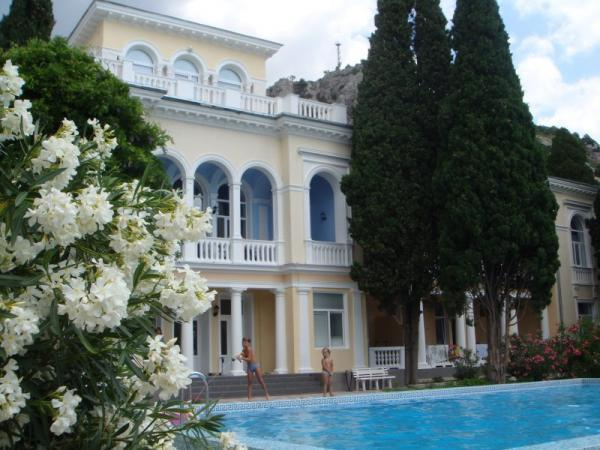
Отель Голубой залив в Симеизе